# Piper laosanum
Piper laosanum är en pepparväxtart som beskrevs av C. Dc.. Piper laosanum ingår i släktet Piper och familjen pepparväxter. Inga underarter finns listade i Catalogue of Life.